# Antoine Dhanis van Cannart
Antoine Louis Dhanis-van Cannart (Antwerpen 25 januari 1792 - 19 november 1855), ook d'Hanis of d'Hannis geschreven, was lid van het Belgisch Nationaal Congres.

## Levensloop
Dhanis van Cannart was de zoon van de Antwerpse handelaar Sylvester Dhanis (1753-1794) en van Catherine Polfliet (1766-1792). Hij volbracht dienstplicht in het leger van Napoleon en werd ingedeeld bij de Erewacht van de keizer. Terug in Antwerpen werd hij beroepshalve bankier. Hij was van 1823 tot 1830 lid van de Provinciale Staten van Antwerpen.
Toen in 1827 de 'Société Générale' in Antwerpen, als bijhuis de 'Banque d'Anvers' had opgericht, werd d'Hanis een van de eerste twee 'regenten' of bestuurders van deze bank.De andere bestuurder was J. Bogaert junior, de voorzitter was  baron Joseph-Renier Osy.
1. ↑  Brion, Réne, [https://www.bnpparibasfortis.com/docs/default-source/pdf-(nl)/kunstcollectie-en-historisch-patrimonium/nl-inventaire-banque-d-39-anvers.pdf?sfvrsn=2 INVENTARIS VAN HET ARCHIEF VAN
BANQUE D’ANVERS SA / BANK VAN ANTWERPEN NV
EN DE DOOR HAAR OVERGENOMEN
VENNOOTSCHAPPEN]. BNP Paribas Fortis (oktober 2008). Geraadpleegd op 10 mei 2020.

In 1849 werd hij ondervoorzitter. Zowel voor als na 1830 was hij een belangrijk aandeelhouder van de 'Société Générale'.
Einde 1830 was hij, na het uitbreken van de revolutie, enkele weken waarnemend burgemeester van Antwerpen. Op korte tijd, na het verdwijnen van orangistische burgemeester Willem de Caters (1773-1859) volgden drie dienstdoende burgemeesters elkaar op. Frans Verdussen (1783-1850) was dat maar twee dagen (26-28 oktober 1830), daarop volgde D'Hanis (28 oktober tot 9 december 1830), gevolgd door Alexis Gleizes (1773-1832) van 9 december 1830 tot 10 februari 1831. Pas na hen kwam een vastbenoemde burgemeester die het tot in 1848 zou volhouden, Gérard Le Grelle. D'Hanis onderscheidde zich, soms op gevaar van eigen leven, door het leiden van de Burgerwacht, het blussen van branden na bombardementen en het bestrijden van plunderingen.
Op 4 november 1830 werd hij tot lid verkozen van het Nationaal Congres. Hij stemde, zoals de meeste Antwerpenaren, uit praktische overwegingen tegen de eeuwigdurende uitsluiting van de Nassaus en werd derhalve, niet helemaal terecht, onder de Orangisten gerekend. Zijn argument was dat hij vreesde voor nieuwe bombardementen op Antwerpen en hij daarom eerst een wapenstilstand wilde afwachten. Voor het overige werd hij onder de gematigde katholieken en unionisten gerekend. Met 14 (meestal korte) tussenkomsten tijdens de openbare zittingen van het Congres mag hij als betrekkelijk actief worden beschouwd.
D'Hanis stemde voor de onafhankelijkheidsverklaring en bij de stembeurten van februari voor een staatshoofd bracht hij zijn stem uit op de 'outsider' Karel van Oostenrijk-Teschen. Hij stemde verder voor Surlet de Chokier als regent, voor Leopold van Saksen Coburg als koning en voor de aanvaarding van het Verdrag der XVIII artikelen.
In 1841 werd hij voorzitter van de Handelskamer van Antwerpen en van 1842 tot 1854 was hij ook gemeenteraadslid.

## Familiebanden
Antoine D'Hanis had onder zijn veertien kinderen een zoon, Joseph-Edmond Dhanis (1831-1891) die trouwde met de Ierse Brigitte Maher (1836-1892) en consul van België werd in Londen en later in Melbourne. Die had zes kinderen, onder wie Franz of Francis Dhanis (Londen 1862 - Brussel 1909), die internationaal bekend werd als bestrijder van de Arabische slavenhandel in Belgisch-Congo. Hij werd in 1894 geadeld met een erfelijke baronstitel en werd daarop vice-gouverneur generaal van de Onafhankelijke Staat Congo (1896 tot einde 1900).  Teruggekeerd uit de kolonie, trouwde hij in 1901 met barones Estelle de Bonhome (1874-1929) met wie hij drie zoons had, met nageslacht tot heden. Hij was pas 47 toen hij stierf. In Etterbeek is er een Baron Dhanisstraat en in Antwerpen werd in 1913 een standbeeld voor hem opgericht (werk van Frans Joris) en is er een Baron Dhanislaan.
Dit zijn de 14 kinderen van het echtpaar D'Hanis - van Cannaert
- 1. Michel Dhanis (1816-1885)
- 2. Caroline Dhanis (1817-1887), getrouwd met Louis Le Grelle
- 3. François Dhanis (1819-1881) senator, getrouwd met Joséphine Michiels
- 4. Antoine Dhanis (1821-1874)
- 5. Guillaume Dhanis (1822-1889), getrouwd met Emma Michiels
- 6. Marie-Mathilde Dhanis (1824-1895)
- 7. Isabelle Dhanis (1825-1889), getrouwd met Pierre van Zulpen
- 8. Charles Dhanis (1827-1866), getrouwd met Elisabeth van Stratum
- 9. Louis Dhanis (1829-1881)
- 10. (zonder voornaam) Dhanis (1830-1830)
- 11. Joseph-Edmond Dhanis (1831-1891) getrouwd met Brigitte Maher
- 12. Edouard Dhanis (1833-1899), getrouwd met Françoise Hoorickx en Marie de Smet
- 13. Ernest Dhanis (°1835)
- 14. Alphonse Dhanis (1837-1905), getrouwd met Marie-Alice de France

'Van Cannart' was de naam van de vrouw van Antoine D'hanis, Cornelie Van Cannart (1794-1875) met wie hij in 1815 was getrouwd en die de moeder van zijn veertien kinderen was. Dit huwelijk verbond hem met de Antwerpse familie (van) Cannart d'Hamale. Naar negentiende-eeuwse gewoonte werd de naam van de vrouw vaak in één adem mee vernoemd, zonder koppelteken, als die naam méér prestige verleende. De familie de Cannart had een stamboom vanaf de veertiende eeuw. Verre voorvader Mathias van Cannart (1688-ca1740), heer van Hamale, was schout van Diest. Weduwnaar geworden en vooraleer opnieuw te trouwen, had hij een verhouding met Antoinette Smeyers, die hem een zoon schonk. Hij erkende hem (legitimatiebrieven geregistreerd in 1759) onder de naam Henri-Mathieu van Cannart (1729-1804) en voedde hem op samen met de drie wettige kinderen uit zijn twee huwelijken. Henri-Mathieu trouwde met Cornelie van Bracht die hem tien kinderen schonk.
Een van hen was Josse-Lambert van Cannart (1766-1823) die trouwde met Isabelle van den Bol (1774-1857). Ze hadden zes kinderen. Naast Cornélie die met Dhanis trouwde, was er Marie-Anne die met de handelaar Guillaume Van den Abeele (1795-1848) trouwde en Isabelle die trouwde met advocaat Charles Blondel, voorzitter van de provincieraad van Antwerpen. De jongste broer van deze meisjes, Charles van Cannart (1808-1876) verkreeg in 1871 adelserkenning. Hij had geen nakomelingen, maar drie verre neven verkregen in 1883 eveneens adelserkenning en wijzigden hun naam in de Cannart d'Hamale, waarvan nakomelingen tot heden.